# Споменик природе Извор минералне воде Бања у селу Дрсник
Споменик природе „Извор минералне воде „Бања“ у селу Дрсник“ се налази на територији општине Клина, на Косову и Метохији. За заштићено подручје је проглашена 1985. године као споменик природе.
Извор минералне воде у селу Дрснику је споменик природе хидролошког карактера.

## Решење - акт о оснивању
Решење  о стављању под заштиту извора минералне воде "Бања" у Дрснику бр. 01-352-7 - СО Клина. Службени лист САПК број 17 од 24. маја 1985.